# Cosmos: Un viatge personal
Cosmos: Un viatge personal (en anglès Cosmos: A Personal Voyage) és el títol d'una obra de divulgació científica produïda per Carl Sagan i Ann Druyan per a difondre la història de l'astronomia, l'origen de la vida, el nostre lloc a l'univers, les modernes visions de la cosmologia i les darreres notícies de l'exploració espacial; en particular, les missions Voyager. Va ser editada el 1980 juntament amb un programa de televisió en tretze episodis que va comptar amb la música de Vangelis. S'ha emès en seixanta països i ha estat vista per més de 400 milions de persones. Basant-se en aquesta sèrie de documentals va escriure el llibre Cosmos.
El 2014 es va fer una continuació d'aquesta obra amb Cosmos: A Space-Time Odyssey.

## Capítols
Els capítols de la sèrie documental i el seu contingut principal.

### Capítol 1. La vora de l'oceà còsmic
- Anys llum, galàxies, estrelles, planetes: números i distàncies, on som (Grup Local).
- Eratòstenes i la circumferència de la Terra.
- La Biblioteca d'Alexandria.
- Calendari Còsmic: des dels inicis de l'univers fins al destí de la humanitat.

### Capítol 2. Una veu en la fuga còsmica
- La història dels Heike i la selecció evolutiva artificial dels crancs que semblen samurais.
- L'evolució biològica a través de la selecció natural, dels bacteris a l'home.
- Especulació sobre l'existència de vida als núvols jovians.
- Creació de les "molècules de la vida" al laboratori.
- El desenvolupament de la vida al Calendari Còsmic i l'explosió cambriana.

### Capítol 3. L'harmonia dels mons
- Astronomia contra astrologia
- Claudi Ptolemeu i el model geocèntric
- Johannes Kepler i Tycho Brahe
- Les Lleis de Kepler

### Capítol 4. El cel i l'infern
- L'esdeveniment de Tunguska, la composició i l'origen dels cometes.
- Asteroides i cràters d'impacte.
- El planeta Venus a la ficció i a la realitat.
- Venus com a exemple d'efecte hivernacle.

### Capítol 5. Blues per a un planeta vermell
- H. G. Wells i La guerra dels mons.
- La visió errònia de Percival Lowell sobre els canals de Mart.
- Robert Goddard i els primers coets.
- Les Viking i la recerca de vida a Mart.

### Capítol 6. Històries de viatgers
- Els Països Baixos al segle xvii.
- La vida i l'obra de Christian Huygens i els seus contemporanis.
- Les Voyager (primeres imatges de Júpiter i les seves llunes).

### Capítol 7. L'espinada de la nit
- La comprensió que les estrelles són Sòls.
- La Via Làctia i la seva història en la cultura.
- Els filòsofs jònics: Anaximandre, Demòcrit, Pitàgores, Aristarc de Samos, Empèdocles, Tales de Milet.
- Parlar als nens sobre el cosmos.

### Capítol 8. Viatges a través de l'espai i el temps
- Les constel·lacions i com canvien al llarg del temps.
- La velocitat de la llum i la Teoria de la Relativitat d'Albert Einstein.
- Dilatació temporal, corriment al roig, corriment al blau.
- Los dissenys de Leonardo da Vinci i els dissenys de naus espacials que viatjaran a velocitats properes a la de la llum.
- Viatges en el temps i els seus hipotètics efectes a la història de la humanitat.
- Els orígens del sistema solar i altres mons; la història de la vida.

### Capítol 9. Les vides dels estels
- Potències de deu, el googol i el googolplex, infinit.
- Àtoms (electrons, protons, neutrons)
- La taula periòdica dels elements.
- La creació de diferents nuclis atòmics en les estrelles.
- El cicle de les estrelles; nanes blanques, estrelles de neutrons, forats negres.
- La mort del Sol i de la Terra, supernoves, gegants roges, púlsars.
- Radioactivitat i raigs còsmics.
- La gravetat i els seus efectes; la gravetat com a curvatura de l'espaitemps, la hipòtesi dels forats de cuc.

### Capítol 10. El fil de l'eternitat
- Els orígens de l'univers, la hipòtesi del big-bang.
- Tipus de galàxies, col·lisions galàctiques i quàsars.
- Efecte Doppler, vida i obra de Milton Humason.
- L'univers quadridimensional.
- Déu contra un univers infinit; mites de la creació, cosmologia hindú.
- Contracció i reexpansió contra expansió eterna.
- El Very Large Array de Nou Mèxic, matèria fosca, la hipòtesi del multivers.

### Capítol 11. La persistència de la memòria
- Bits, les unitats bàsiques de la informació.
- La diversitat de la vida als oceans.
- Les balenes i els seus cants
- Les interferències en les comunicacions setàcies pels humans.
- La caça de les balenes.
- L'ADN i el cervell com a biblioteques.
- Les estructures del cervell humà: tronc cerebral, model de Paul McLean: el cervell rèptil, sistema límbic i escorça cerebral.
- Els lòbuls frontals com a sistema crític a la planificació a llarg termini.
- Les neurones i les connexions entre elles, els dos hemisferis cerebrals, i el cos callos.
- L'evolució de les ciutats i la història de les biblioteques, llibres i escriptura.
- El desenvolupament dels ordinadors i els satèl·lits, potencial per a la intel·ligència global col·lectiva.
- La intel·ligència en altres mons i el disc d'or de la Voyager.

### Capítol 12. Enciclopèdia galàctica
- L'abducció alienígena de Betty i Barney Hill i els OVNIs.
- La traducció dels jeroglífics egipcis per part de Jean François Champollion.
- Possibilitat d'existència de més civilitzacions a la nostra galàxia.
- El nostre camí en la comunicació amb extraterrestres (SETI).
- Equació de Drake, autodestrucció de civilitzacions avançades
- Pensament d'una hipotètica enciclopèdia escrita per molts mons.

### Capítol 13. Qui parla en nom de la Terra?
- Els Tlingit i el viatge de descobriment de La Pérouse.
- La destrucció duta a terme pels conqueridors espanyols.
- Una visió de Sagan (descrita com un somni) en la qual el món és destruït en una guerra nuclear.
- L'"equilibri de terror" de la Terra avui en dia.
- La destrucció de la Biblioteca d'Alexandria i la mort d'Hipàcia.
- L'inici de l'univers i els èxits de la nostra civilització.
- Una súplica de Sagan perquè estimem la vida i continuem el nostre viatge pel cosmos.